# Pasteur Bizimungu
Pasteur Bizimungu (ur. 1950 w Gisenyi) – prezydent Rwandy od 19 lipca 1994 r. do 23 marca 2000; przedstawiciel grupy etnicznej Hutu. 
Bizimungu został nominowany na stanowisko prezydenta Rwandy po ludobójstwie dokonanym w 1994 roku na przedstawicielach grupy etnicznej Tutsi, w momencie, gdy partią rządzącą w kraju był bliski Tutsim Rwandyjski Front Patriotyczny. Stał się on symbolem rekonsyliacji między dwiema grupami etnicznymi; jego żona, Serafina, jest Tutsi.  
Bizimungu został skazany na 15 lat więzienia w czerwcu 2004 roku; 6 kwietnia 2007, obecny prezydent kraju (i wiceprezydent w okresie, gdy Bizimungu był głową państwa) Paul Kagame zadecydował o jego uwolnieniu. 